# Московский театр эстрады
Моско́вский теа́тр эстра́ды (ранее Моско́вский госуда́рственный теа́тр эстра́ды) — московский театр, основанный в 1954 году. С 1961 года расположен в Доме правительства по адресу Берсеневская набережная, дом 20/2. Зрительный зал рассчитан на 1300 человек. В нём проходили выступления эстрадных артистов, спектакли как самого театра, так и других трупп. Закрытый в 2020 году на ремонт театр открыт в октябре 2023 года.

## История
После закрытия в 1936 году Московского мюзик-холла столичная эстрада осталась без постоянного помещения для выступлений. Московский театр эстрады открылся 5 июня 1954 года в доме 1/29 на Садово-Триумфальной площади, где ранее располагались театры «Альказар» и Сатиры. Инициаторами открытия выступила группа артистов московской эстрады во главе с куплетистом Николаем Смирновым-Сокольским. Смирнов-Сокольский всегда хотел создать театр, в котором бы ставились театрализованные эстрадные представления.
По одному тому, как горячо откликнулись на это событие зрители, с каким интересом вошли они в гостеприимно раскрытые двери молодого театра, можно судить, насколько своевременным и нужным явилось его создание.«Московская правда», 1954
Первым спектаклем нового театра был «Его день рождения» в постановке Александра Конникова. Одно из ключевых мест в программе занимал фельетон-обозрение Николая Смирнова-Сокольского его же авторства. Этот номер отличался острой сатирой по отношению к современным авторам. В своём выступлении, обращаясь к памятнику Владимира Маяковского, Николай Павлович выражал надежду артистов эстрады, что их новый театр сумеет стать достойным соседом великого поэта. В первых спектаклях принимал участие юморист Михаил Гаркави, считавший себя учеником артиста Алексея Алексеева. Гаркави пришёл в Театр эстрады после Московского Художественного театра, где не нашёл подходящих условий для развития своего таланта.
В первой программе «Его день рождения» приняли участие многие мастера эстрады. Но театру, к сожалению, не удалось создать цельное, яркое представление — оно оказалось собранием неравноценных номеров.«Огонёк»
Первый спектакль Театра эстрады — больше парад, чем эстрадное представление… Очень много сил потрачено на обрамление, а плоть и кровь программы — номер, за немногими исключениями, остался в небрежении.«Литературная газета»
Постоянной труппы в театре не было. Актёров для программ набирали при помощи Всероссийского гастрольно-концертного объединения, а также приглашали из соседних республик. С первых дней работы театра при нём существовал собственный оркестр, созданный музыкантом и композитором Николаем Минхом. Частым гостем в театре был Государственный эстрадный оркестр Леонида Утёсова. Его программы пользовались большой популярностью, например, «Песня — наш спутник», «Песни простых людей», «Тридцать лет спустя» и поставленная вместе с Александром Конниковым «Только для друзей». Утёсов и его оркестр сыграли большую роль в становлении советской музыкальной эстрады. Постановки этого коллектива были уникальны для того времени и включали песни, миниатюры, сложный конферанс, акробатические и хореографические номера.

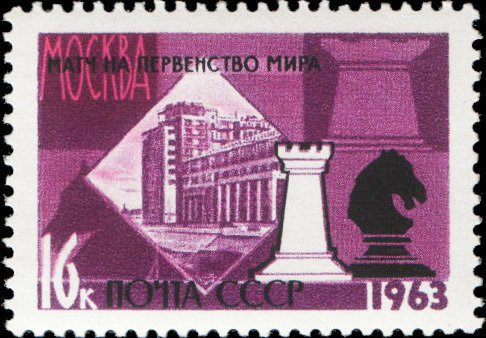
Фасад театра в ансамбле Дома на набережной. Почтовая марка 1963 года

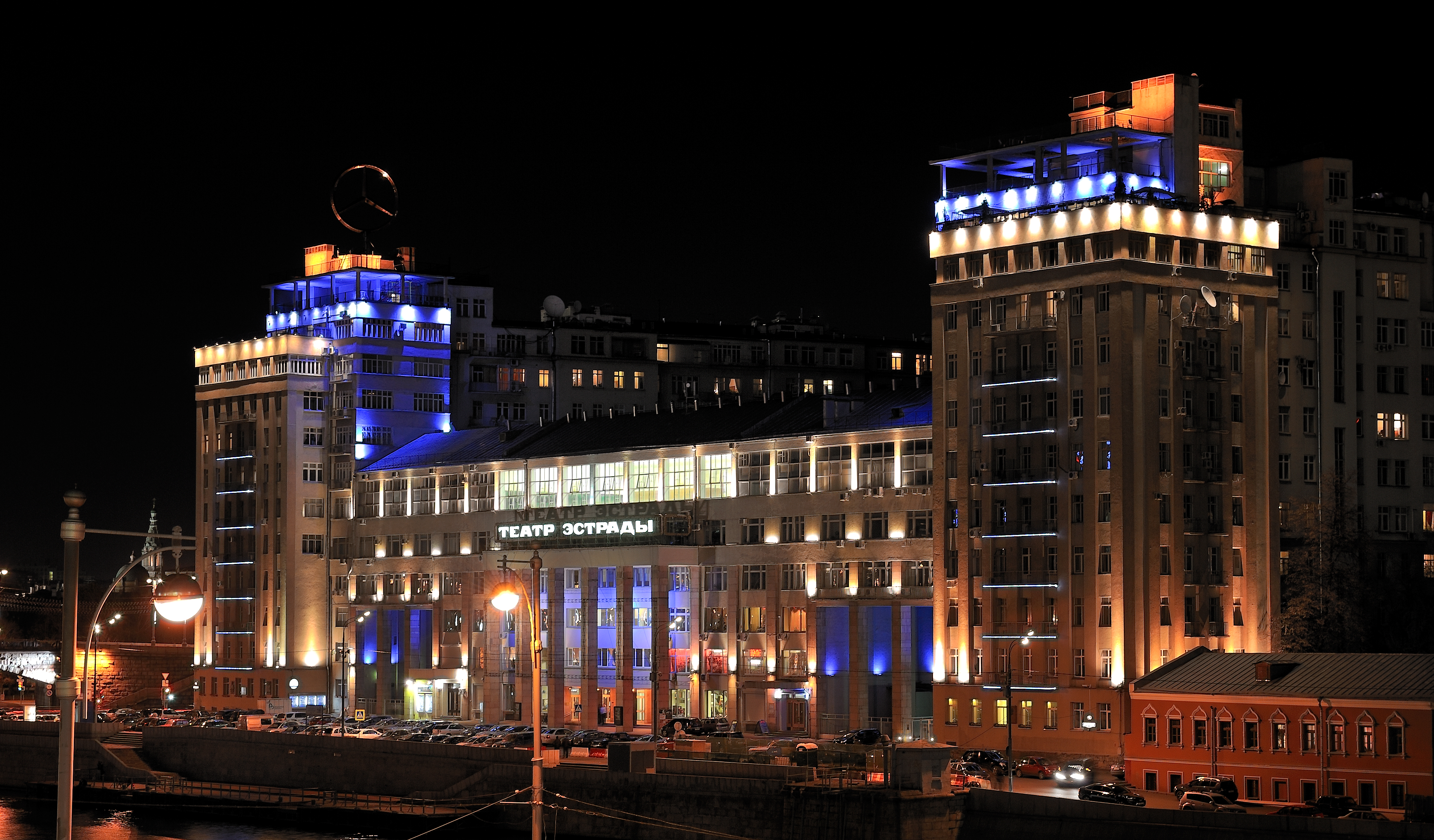
Театр эстрады вечером, 2011

18 февраля 1961 года театр переехал в Дом правительства на Берсеневской набережной. К этому времени кроме помещений на набережной театр имел два летних — в саду «Эрмитаж» и Саду имени Баумана. После переезда сезон открылся программой «Приглашаем на новоселье», которую вели конферансье Борис Брунов и Эмиль Радов. В числе участников были известные артисты Клавдия Шульженко, Рина Зелёная, Николай Рыкунин. Основой репертуара театра составляли сатирические спектакли и выступления эстрадных артистов.
Николай Павлович не только был автором первой программы, участником и постановщиком спектакля. Задолго до премьеры автор-артист положил много энергии и сил, чтобы привести помещение в приемлемый вид… ей-богу же, без Смирнова-Сокольского и смета театра, и его штаты, и его внутренние помещения не обрели бы необходимых кондиций.Из воспоминаний писателя-сатирика Виктора Ардова
В 1961 году руководителем театра стал оперный и эстрадный режиссёр Иоаким Шароев, в 1964 году — Павел Васильев. В 1960—1970-е годы в театре выступали Юрий Тимошенко и Ефим Березин, Рашид Бейбутов, Арутюн Акопян и другие эстрадные артисты, давались оркестровые концерты под управлением Бориса Ренского, Эдди Рознера. Стали появляться спектакли молодых актёров: Евгения Петросяна, Геннадия Хазанова, Владимира Винокура. С театром сотрудничали режиссёры Борис Левинсон, Павел Хомский, Александр Ширвиндт, Марк Розовский, Роман Виктюк, Евгений Лазарев. Ежегодно в Москву на двухмесячные гастроли приезжал Ленинградский театр миниатюр под руководством Аркадия Райкина. Этот коллектив долгое время входил в состав Ленинградского государственного театра эстрады и миниатюр, что содействовало плодотворному сотрудничеству с Московским театром эстрады. Спектакли Райкина показывали на летней площадке в саду «Эрмитаж».
Рост популярности театр получил после назначения в 1970 году на должность художественного руководителя заслуженного деятеля искусств РСФСР и бывшего худрука Московского мюзик-холла Александра Конникова. Он создал в Театре эстрады патриотические программы о России и её столице: «Я люблю тебя, Россия», «Тебе, Москва, тебе, Победа» и «Молодые москвичи». Благодаря Конникову в театре начал развиваться разговорный жанр, состоялся первый в Москве концерт Софии Ротару и ансамбля «Червона рута». Работа в Театре эстрады сделала из Конникова влиятельного постановщика зрелищных театрализованных программ. В 1977 году Конников перенёс инсульт и больше не мог появляться в театре, постепенно его состояние ухудшалось. Однако по мере возможности он продолжал работать: ставил программы чтецам, готовил молодых артистов к новым конкурсам.
В конце 1970-х — начале 1980-х в театре со своими программами выступали Геннадий Хазанов и Алла Пугачёва, здесь в 1979 году состоялась премьера её концертной программы «Женщина, которая поёт», а в 1981—1982 годах шла её сольная программа «Монологи певицы».
С конца декабря 1981 года театр стал представлять цикл бенефисов «У нас в гостях…». Гость первой серии концертов — композитор и пианист Раймонд Паулс, в которых приняли участие Алла Пугачёва с ансамблем «Рецитал», Яак Йоала, Ольга Пирагс, Илья Резник.
Новый период начался в 1983 году, когда художественным руководителем театра стал Борис Брунов, долгие годы бывший единственным в стране выездным конферансье.

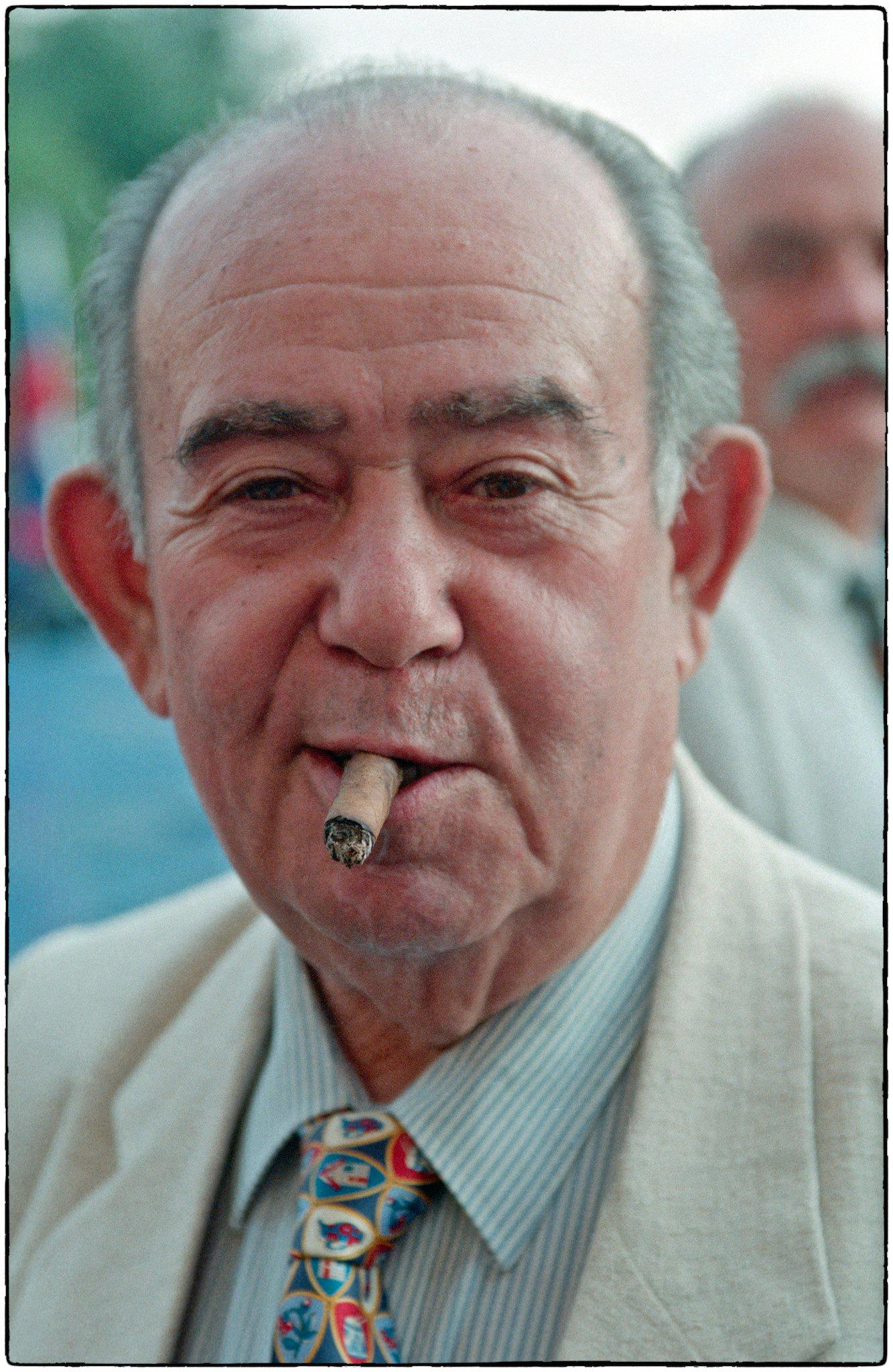
Борис Брунов, июнь 1997

При нём ставились спектакли по произведениям Эдварда Радзинского, Светланы Алексиевич, Виктора Коклюшкина, Михаила Жванецкого. Организовывались сольные концерты Иосифа Кобзона, Олега Газманова и Ларисы Долиной, авторские вечера Михаила Задорнова, Семёна Альтова, Михаила Жванецкого и других. Тогда же в репертуар были запущены «цикловые» программы: «Парад весёлых мужчин», «Смешные истории в актёрской курилке» при участии Зиновия Гердта, Махмуда Эсамбаева, Евгения Симонова, Льва Дурова и других. Также «Татьяна, помнишь дни золотые», где выступали «звёзды» 1950—1960-х годов, например, Тамара Кравцова, Нина Дорда, Капиталина Лазаренко. В серии «Эстрада — молодым» на сцене театра дебютировали Филипп Киркоров, Александр Серов, Нани Брегвадзе, Нина Шацкая, Даниил Крамер, Валентиина Коркина и Виктор Остроухов, Александр Песков и другие. Сцена начала предоставляться писателям, композиторам, на ней выступали поэты Евгений Евтушенко, Андрей Дементьев, Роберт Рождественский, Новелла Матвеева, Юнна Мориц, а также композиторы Юрий Саульский, Никита Богословский, Ян Френкель и другие. В театре по-прежнему проводились зарубежные гастроли и различные фестивали.
В 1990-е Брунов стал доверенным лицом Бориса Ельцина и пошёл в политику, что помогало до его кончины в 1997 году удерживать театр на плаву.

## Современность

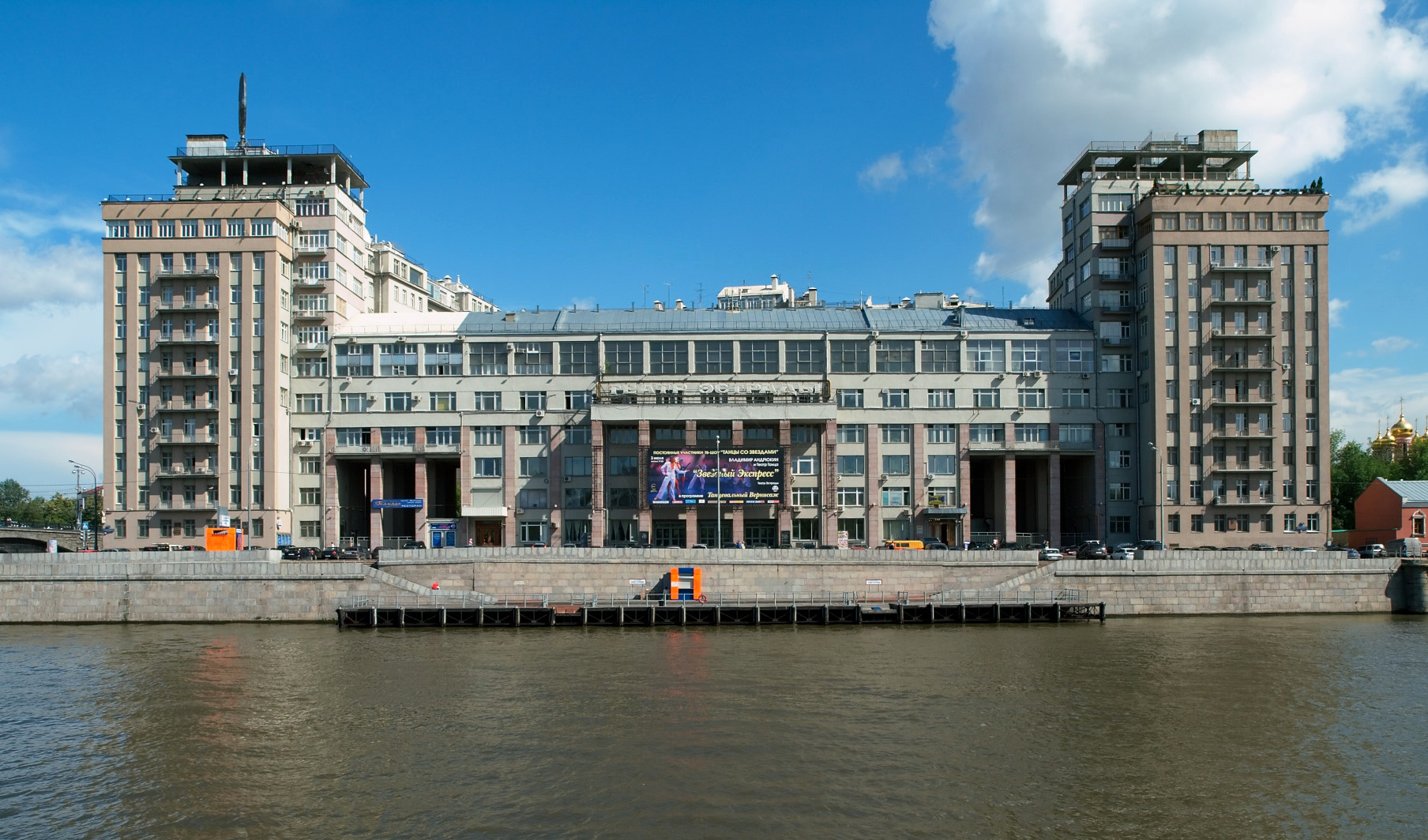
Здание Московского театра эстрады в 2008 году

В 1997 году на должность художественного руководителя театра мэр Москвы Юрий Лужков назначил Геннадия Хазанова.

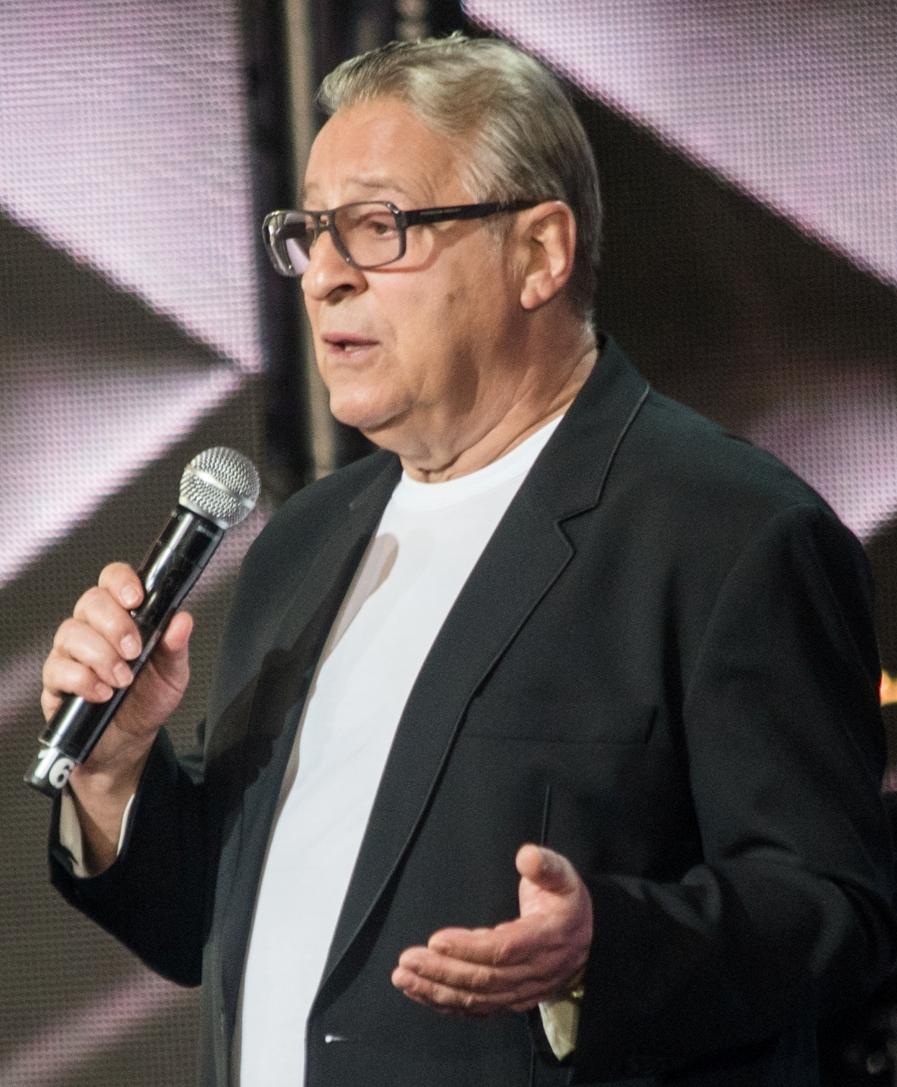
Геннадий Хазанов, 2017

С его приходом в театре изменился репертуар, был распущен оркестр, выступления артистов эстрадных жанров перестали быть приоритетными, вместо этого начали ставить драматические спектакли в исполнении Театра Антона Чехова и юмористы постепенно уходили из театра. Был открыт и из-за непопулярности практически сразу закрыт Малый зал на фабрике «Красный Октябрь». Театр эстрады критиковали за излишнюю рекламу. Сам театр остался государственным, однако площадка также начала сдаваться в аренду. По мнению оппонентов, Хазанов в качестве художественного руководителя театра проводит слишком жёсткую политику, создавая неблагоприятные условия для выступления Евгения Петросяна, Ефима Шифрина, Сергея Пенкина.
Эстрады в том виде, в котором она находилась в советское время, больше нет. Сказывается экономический фактор. Прокатчики, продюсеры говорят, нам не выгодно работать в зале на 1300 мест.Геннадий Хазанов
В 1999 году в театре появилась своя труппа из выпускников Института театрального искусства. В репертуар вошли спектакли для детей: «Путешествие в страну Мульти-Пульти», «Отпуск Деда Мороза», «Голубая стрела», «Ваня и крокодил», «Маугли».
В 2003 году в театре была произведена реконструкция, в ходе которой переоборудовали фойе, гардероб, обновили свето-, видео- и звукоаппаратуру, открыли кафе.
В 2011 году в театре прошла серия концертов проекта Андрея Васильева «Гражданин поэт», в котором Михаил Ефремов читал стихи в жанре политической сатиры, написанные Дмитрием Быковым.
В 2015 году правительство Москвы согласовало проект ремонтных работ, разработанный Департаментом культуры. Конкурс по поиску подрядчика был объявлен только в 2017 году.

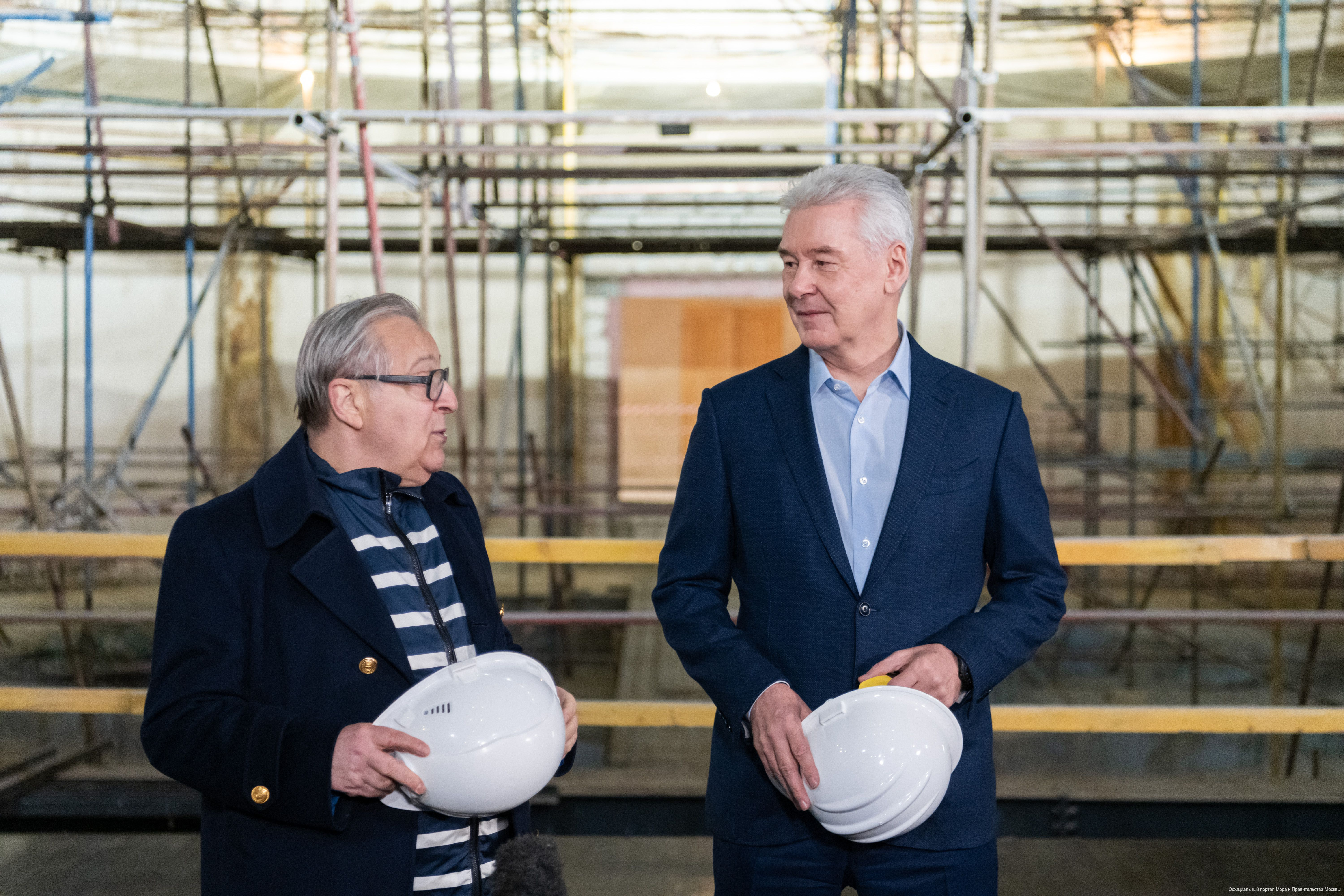
Геннадий Хазанов и мэр Москвы Сергей Собянин на осмотре хода ремонта театра, 2021

В ходе капитального ремонта, начало которого было запланировано на 2018 год, должны были восстановить историческую планировку помещений, отремонтировать системы кондиционирования, вентиляции и инженерных систем, заменить окна и двери, увеличить площадь гримёрок. Ремонту не подлежал только исторический фасад с колоннами. Все работы должны были быть завершены в 2019 году.
Комплексная реставрация, начатая в 2020 году, коснулась всех без исключений помещений театра, включая оборудование сцены, паркет и кресла зрительного зала, тканевую отделку его купола, живописное панно в холле первого этажа, а также фасады. Весной 2021 года мэр Москвы Сергей Собянин обещал, что театр будет открыт в 2022 году, открытие состоялось в октябре 2023 года.